# Buchanan County (Missouri)
Das Buchanan County ist ein County im US-amerikanischen Bundesstaat Missouri. Im Jahr 2020 hatte das County 84.793 Einwohner und eine Bevölkerungsdichte von 79,9 Einwohnern pro Quadratkilometer. Der Verwaltungssitz (County Seat) ist Saint Joseph.
Mit den Countys Andrew und DeKalb in Missouri und Doniphan in Kansas bildet Buchanan County die St. Joseph Metropolitan Statistical Area.

## Geografie
Das County liegt im Nordwesten von Missouri am Missouri River, der die Grenze zu Kansas bildet. Es hat eine Gesamtfläche von 1074 Quadratkilometern, wovon 13 Quadratkilometer Wasserfläche sind. An das Buchanan County grenzen folgende Nachbarcountys:
| Doniphan County (Kansas) | Andrew County | DeKalb County  |
|                          |               | Clinton County |
| Atchison County (Kansas) | Platte County |                |

## Geschichte

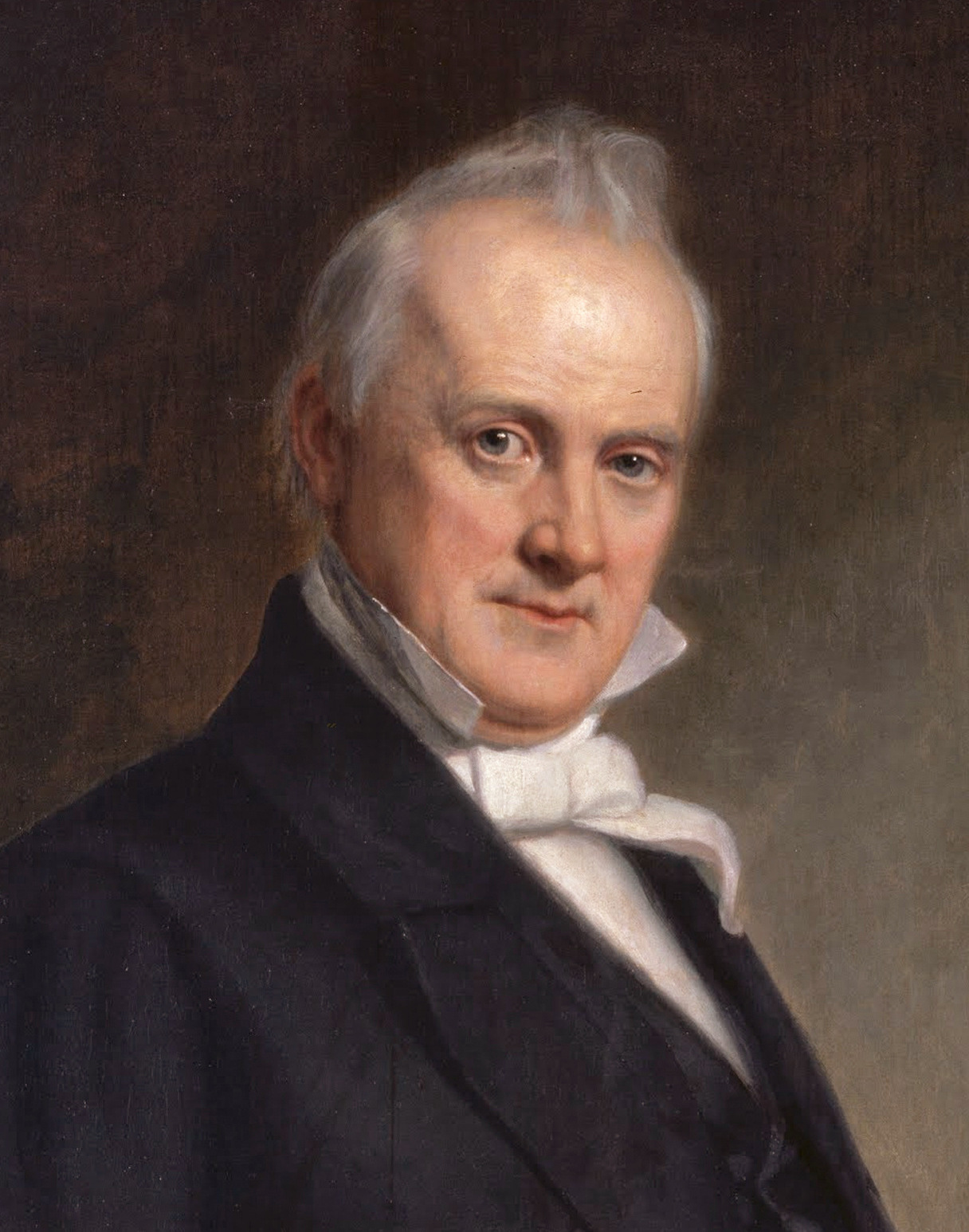
James Buchanan

Das Buchanan County wurde am 31. Dezember 1838 auf dem Gebiet gebildet, das durch den Platte Purchase neu zum Staat Missouri hinzu kam.
Nachdem es ursprünglich Roberts County (nach dem Siedler Hiram Roberts) hieß, wurde es später nach James Buchanan (1791–1868) benannt, einem früheren Außenminister (1853–1856) und Präsidenten (1857–1861) der Vereinigten Staaten.

Ein Ort hat den Status einer National Historic Landmark, das Hotel Patee House. 62 Bauwerke und Stätten des Countys sind insgesamt im National Register of Historic Places eingetragen (Stand 5. Februar 2018).

## Demografische Daten
Nach der Volkszählung im Jahr 2010 lebten im Buchanan County 89.201 Menschen in 33.082 Haushalten. Die Bevölkerungsdichte betrug 84,1 Einwohner pro Quadratkilometer. In den 33.082 Haushalten lebten statistisch je 2,54 Personen.
Ethnisch betrachtet setzte sich die Bevölkerung zusammen aus 89,1 Prozent Weißen, 5,2 Prozent Afroamerikanern, 0,4 Prozent amerikanischen Ureinwohnern, 0,8 Prozent Asiaten sowie aus anderen ethnischen Gruppen; 2,4 Prozent stammten von zwei oder mehr Ethnien ab. Unabhängig von der ethnischen Zugehörigkeit waren 5,2 Prozent der Bevölkerung spanischer oder lateinamerikanischer Abstammung.
23,5 Prozent der Bevölkerung waren unter 18 Jahre alt, 62,5 Prozent waren zwischen 18 und 64 und 14,0 Prozent waren 65 Jahre oder älter. 50,0 Prozent der Bevölkerung war weiblich.

Das jährliche Durchschnittseinkommen eines Haushalts lag bei 41.188 USD. Das Prokopfeinkommen betrug 20.837 USD. 15,2 Prozent der Einwohner lebten unterhalb der Armutsgrenze.

## Ortschaften im Buchanan County
| Citys - De Kalb - Dearborn1 - Easton | 0 - Gower2 - Saint Joseph | Villages - Agency - Lewis and Clark Village - Rushville |

Unincorporated Communities
| - Armour - Clair - Evansville - Faucett - Frazier - Garrettsburg | - Halls - Hurlingen - Kenmoor - Kirschner - Kyle - Maxey | - Pinkston - Richie - San Antonio - Saxton - Sugar Lake - Taos | - Wallace - Willow Brook - Winthrop |

1 – teilweise im Platte County

2 – teilweise im Clinton County

## Gliederung
Das Buchanan County ist in zwölf Townships eingeteilt:
| Township             | Einwohner (2010) | FIPS     |
| -------------------- | ---------------- | -------- |
| Agency Township      | 1213             | 29-00316 |
| Bloomington Township | 674              | 29-06418 |
| Center Township      | 3049             | 29-12484 |
| Crawford Township    | 914              | 29-17110 |
| Jackson Township     | 547              | 29-35594 |
| Lake Township        | 35               | 29-39800 |
| Marion Township      | 1178             | 29-45938 |
| Platte Township      | 502              | 29-58124 |
| Rush Township        | 892              | 29-63542 |
| Tremont Township     | 649              | 29-73798 |
| Washington Township  | 78.865           | 29-77236 |
| Wayne Township       | 683              | 29-77974 |